# Die Stunde der Ratte
Die Stunde der Ratte (alternativ auch Angriff der Killer-Ratten, Originaltitel: Food of the Gods II, alternativ auch Gnaw: Food of the Gods II) ist ein kanadischer Horrorfilm aus dem Jahr 1988, welcher in den USA am 19. Mai 1989 seine Uraufführung hatte. In die deutschen Kinos kam er am 3. August 1989. Regie führte Damian Lee, das Drehbuch verfasste Richard Bennett. Der Film basiert lose auf dem Roman von H. G. Wells Die Riesen kommen! (Originaltitel: The Food of the Gods and How It Came to Earth). Die deutschsprachige Erstaufführung erfolgte am 3. August 1989. Die Stunde der Ratte ist eine eigenständige Fortsetzung des Films Die Insel der Ungeheuer aus dem Jahr 1976.

## Handlung
Der Film beginnt mit einer Demonstration gegen Tierversuche vor einer Universität unter der Führung des Studenten Mark. Der eintreffende Professor Edmund Delhurst winkt seine Tierversuche damit ab, dass seiner Meinung nach binnen der nächsten zehn Jahre mindestens zwei der anwesenden Demonstranten an Krebs sterben werden und er diese Zahlen reduzieren wolle. Seine Meinung wird allerdings sehr kritisch von den Demonstranten aufgenommen.
Im Universitätslabor forscht der Wissenschaftler Dr. Neil Hamilton zusammen mit seinem Assistenten Joshua an Wachstumsgenen von Pflanzen, als ihn ein Anruf von Dr. Kate Travis erreicht. Kurz darauf bricht Hamilton auf und übergibt Joshua seine weiße Ratte. Dr. Hamiltons Beziehung zur zahmen weißen Ratte ist sehr intensiv. Er kann diese mit einer Flöte zu sich locken, so dass diese über seinen Arm auf seine Schulter hochkrabbelt.
Dr. Travis empfängt Dr. Hamilton in einem abgelegenen Haus, wo diese mit dem heranwachsenden Bobby ein missglücktes Experiment mit Wachstumshormonen getätigt hat, da dieser Wachstumsstörungen hatte. Bobby ist schon zu einer beachtlichen Größe mutiert und zudem aggressiver geworden. Dr. Travis hofft in Dr. Hamilton Hilfe zu finden, da sie selbst nicht mehr weiter weiß. Hamilton lässt sich überreden, nach einem Serum zu suchen. Währenddessen schlägt bei Professor Delhurst und seinem Assistenten Brett ein Krebsforschungsversuch an einem Affen fehl. Da die Demonstranten sich mit der Demo nicht zufriedengeben und zusätzlich Beweismaterial besorgen wollen, brechen diese in der Nacht in das Labor von Delhurst ein und treffen auf einige noch lebendige Tiere, an denen bereits schlimme Versuche verübt wurden. Mark heißt die Mitdemonstranten an, das Labor zu zerstören, um damit die Forschungen vorerst zu stoppen. Dekan Dean White ist zusammen mit Professor Delhurst nicht begeistert von der Vandalismusaktion. Sie zitieren die mutmaßlichen Täter am nächsten Morgen ins Büro. Mark stellt sich aber trotz warnender Worte des Dekans unwissend.
Professor Delhurst besucht Dr. Hamilton in dessen Labor. Aufgrund des eigenen zerstörten Labors hofft er von Hamilton Hilfe zu bekommen, dieser lehnt aber ab.
Nach fieberhaftem Forschen findet Hamilton einen Fortschritt, um der Heilung für Bobby näher zu kommen. Die Formel testet er zunächst an einer Tomatenpflanze. In nur wenigen Stunden wächst diese nach der Injektion des Serums auf beachtliche Größe heran. Sein Assistent sieht die Formel als „ein Geschenk der Götter“, während Hamilton eher auf ein Gegenmittel aus ist. Als der Assistent den Vorschlag unterbreitet, mit Laborratten weitere Tests durchzuführen, widerspricht ihm Hamilton massiv. Kurze Zeit später kommt Alex an Dr. Hamiltons Labor vorbei. Sie lieben sich. Hamilton weiß allerdings, dass sie zu den Demonstranten dazugehört und hakt nach, ob sie nichts von der Vandalismusaktion wisse. Das Gespräch wird aber von Mary Anne unterbrochen, die ebenfalls an Hamilton interessiert ist. Alex und Hamilton verabreden sich auf abends.
Joshua bringt trotz Hamiltons Weigerung mehrere Ratten als Versuchstiere ins Labor. Hamilton winkt zunächst weiter ab, lässt sich dann aber doch überzeugen.
Die Zeit vergeht und Alex steht in der Tür. Joshua soll sich um alles Weitere kümmern. Hierbei stellt dieser unvorsichtigerweise das genmanipulierte Tomatengewächs in die Nähe der Rattenkäfige. In der Nacht fressen die Ratten von den Tomaten und mutieren. Die Demonstranten Mark, Al und Angie machen auch vor Hamilton nicht Halt und schleichen sich in derselben Nacht in dessen Labor und treffen auf die inzwischen übergroßen Ratten. Beim Einschalten der Scheinwerfer für bessere Kamerabilder, spielt plötzlich eine der Ratten verrückt. Al erschreckt sich und schmeißt die Käfige um, welche auf Mark fallen. Die Ratten können sich aus den Käfigen befreien. Während Al und Angie flüchten, bleibt Mark zurück. Mark wird von den Ratten attackiert und getötet. Danach entkommen diese aus dem Labor.
Lt. Weixel verhört wenig später Al und Angie, er glaubt diesen aber nicht, dass die Ratten so groß waren. Auch der anwesende Dekan spielt das Geschehnis herunter und spricht von nur einer mutierten Ratte. Man holt deshalb Kammerjäger herbei. Währenddessen wollen Angie und Al den Tod von Mark nicht einfach so auf sich sitzen lassen und gehen in der Kanalisation selbst auf Suche nach den Ratten.
Hamilton und Joshua forschen weiter im Labor nach dem Gegenmittel. Alex kommt hinzu und stellt Hamilton zur Rede wegen der Tierversuche.
In der Zwischenzeit hört einer der Kammerjäger ein Geräusch und geht diesem nach. Kurz danach sieht er sich von einer Riesenratte attackiert. Er flüchtet in die Kellergänge der Universität, wird aber von der Ratte erwischt. Dr. Brett bekommt dessen Schrei mit und sucht nach der Ursache. Er wird das nächste Opfer der Ratten. Der zweite Kammerjäger erwischt kurz darauf eine der Riesenratten mit seinem Spezialflammenwerfer. Inzwischen hat Hamilton die Formel gefunden, um Bobby heilen zu können. Ein Anruf wegen neuer Opfer und der toten Riesenratte stört aber dessen Euphorie. Hamilton möchte die erlegte Ratte sehen, er erkennt aber, dass es nicht die gesuchte ist. Der Lt. und Dekan widersprechen ihm erneut. Angie und Al haben sich im Tunnelsystem der Kanalisation getrennt. Angie trifft auf die Ratten, welche sie angreifen. Sie rennt den Tunnelgang zurück und Al kommt ihr entgegen. Al stellt sich schützend vor Angie. Zunächst wird er attackiert, danach holen sich die Ratten Angie.
Bei Dr. Travis geht in der Nacht der Alarm los. Bobby ist geflüchtet. Die Polizei macht mit Hunden Jagd auf ihn, er wird gestellt. Verängstigt über die Vorkommnisse ruft sie Hamilton an und drängt auf das Serum. Carlos wird kurz danach das nächste Opfer der Ratten, als sich dieser mit Mary Anne im freien Vergnügen möchte. Hamilton und Joshua holen sich einen Jagdhund, welcher die Ratten in den Kellergängen aufspüren soll. Sie treffen zunächst auf den Hausmeister, der die Riesenratten für einen Scherz hält. Wenig später finden sie den völlig zerfressenen Torso des zweiten Kammerjägers. Der Hausmeister wird in den Gängen von quiekenden Geräuschen gestört, geht diesen nach, kann aber nichts entdecken. Erst ein Stück weiter wird er von einer der Ratten attackiert und versucht zu flüchten. Auch seine Schreie bleiben nicht ungehört. Hamilton und Joshua rennen ihm zur Hilfe herbei, es ist jedoch zu spät. Zwei Studenten verabschieden sich und gehen zu ihren Fahrzeugen. Im Auto wird der eine von einer Ratte überrascht, es kommt zu einem verheerenden Unfall mit dem Fahrzeug des anderen. Die eintreffende Polizei findet nur noch schlimm zugerichtete Leichen vor. Hamilton und White sind erneut gemeinsam vor Ort. Der Dekan spielt weiterhin alle Vorfälle herunter, weil er eine bevorstehende Gebäudeeröffnung nicht zunichtemachen möchte. Hamilton ertappt Delhurst kurz darauf beim Schnüffeln in seinem Labor. Joshua hat einige Zeit danach den Einfall, ein läufiges Rattenweibchen auf die Männchen anzusetzen, wobei die Wahl auf Hamiltons weiße Rattendame fällt. Joshua versucht sich kurz danach mit einem Peilsender an einem ferngesteuerten Fahrzeug. Er wird dabei von den Ratten überrascht. Ein heraneilender Polizist verscheucht die Ratten, wenig später erliegt Joshua jedoch seinen schlimmen Verletzungen. Der Lt. ist dafür, dass endlich etwas gegen die Ratten unternommen wird, der Dekan möchte aber kein Aufsehen erregen. Der Plan mit der Rattendame interessiert ihn nicht. Hamilton attackiert ihn wegen seiner Ignoranz und wird entlassen. Delhurst versucht sich an dem bei Hamilton gestohlenem Serum. Er verletzt sich dabei und etwas vom Serum gelangt in seinen Blutkreislauf. Er mutiert bis zur Unkenntlichkeit. Der eingetroffene Hamilton testet das Gegenserum an ihm. Es funktioniert, für eine Rettung Delhursts ist es aber zu spät. Unterdessen sind bereits die Festlichkeiten der Gebäudeeinweihung in der Schwimmhalle im Gange. Hamilton geht mit Alex und der inzwischen mutierten weißen Rattendame in die Kanalisation, um die männlichen Ratten aufzuspüren. Sie treffen auf die Leichen von Al und Angie. Die männlichen Ratten sind bereits auf dem Weg Richtung Schwimmhalle. In der Schwimmhalle wird die künstlerische Darbietung durch das Auftauchen der Ratten aus dem Schwimmbecken gestört. Die Ratten greifen alles an, was ihnen vor die Schnauze kommt. Massenhysterie bricht aus, die Polizei hat kaum eine Chance koordinierte Schüsse abzufeuern, ohne dabei unschuldige Personen zu treffen. Hamilton ist inzwischen in der Schwimmhalle eingetroffen. Mit Musik lockt er die restlichen Ratten ins Foyer. Im Schusshagel der Polizei werden die Tiere schließlich getötet. Auch Hamiltons weiße Ratte stirbt hierbei.
Wenig später ruft Hamilton bei Dr. Travis an und gibt ihr zu verstehen, dass er in ein paar Stunden mit dem Gegenserum bei ihr sein könne. Noch während er am Telefon ist, tötet der inzwischen riesengroßgewordene Bobby Dr. Travis und flüchtet erneut.

## Hintergrund
Der Film setzt sich wie im ersten Teil mit dem Thema Gentechnik auseinander. Zudem werden zur Forschung dienliche Tierversuche kritisiert.
Die Produktionskosten beliefen sich auf ca. 3.500.000 $.

## Kritik
Auch der zweite Teil bekam hauptsächlich schlechte Kritiken. So schreibt die Redaktion von cinema, „die Fortsetzung verkomme zur lausigen Horrorshow ohne Sinn und Botschaft“.
Bei kino.de hingegen ist man der positiven Meinung, der Film sei „handwerklich sauber gemacht“ und „gewinne seinen Horror ausschließlich aus den blutigen Angriffen der mordgierigen Riesenratten. Von vergleichbaren Produktionen hebe sich Die Stunde der Ratte vor allem durch seine solide Machart und einige gelungene Spezialeffekte ab. Das anvisierte Genre-Publikum würde sich bestens unterhalten sehen.“

## Trivia
Im ersten Teil wurden die Riesenratten von einer weißen Ratte angeführt. Auch im zweiten Teil spielt eine weiße Ratte die Tier-Hauptrolle.
Auch in dem Tierhorror-Film Willard führt eine weiße Ratte die anderen Ratten an.
Der mutierende, heranwachsende Bobby ist eine Anspielung auf den Film Village of the Giants aus dem Jahr 1965 von Bert I. Gordon, in dem es ebenfalls um mutierte heranwachsende Riesenteenager geht. Gordon ist auch Regisseur des ersten Teils The Food of the Gods. Alle drei Filme stellen eine Trilogie dar.
Village of the Giants ist in Deutschland bislang nur als englische DVD erhältlich.